# Limassolla emmrichi
Limassolla emmrichi är en insektsart som beskrevs av Irena Dworakowska 1972. Limassolla emmrichi ingår i släktet Limassolla och familjen dvärgstritar. Inga underarter finns listade i Catalogue of Life.